# Franz Anton Ernst
Franz Anton Ernst, también František Antonín Ernst (Jiřetín pod Jedlovou, 3 de diciembre de 1745 - Gotha, 13 de enero de 1805), fue un violinista, lutier y compositor bohemio. Era cuñado de la cantante Josefine Ernst-Kaiser, y por tanto tío del tenor Henry Ernst.
Realizó sus estudios literarios y musicales a Kreibitz, Warndorf, Sagau y Praga, donde estudió Derecho y Filosofía (1763). Volvió a su país siendo nombrado síndico, marchando al poco tiempo con el conde Salmo en calidad de secretario. En Praga donde residía el conde, Ernst recibió lecciones de violín del célebre Antonio Lolli; después pasó a Estrasburgo para completar sus estudios con el notable violinista Stand. En 1778 fue llamado a Gotha como primer violín de la corte. Además del renombre que conquistó como concertista, gozaba de gran fama como constructor de instrumentos de cuerda, construyendo muchos violines, que no eran inferiores a los fabricados por los mejores maestros.
Se le debe una pequeña memoria sobre la construcción de violines publicada en la Gazette musicale, de Leipzig, y como compositor, un concierto en mi mayor y muchos solos y conciertos para violín, que nunca se llegaron a publicar.